# Каякентский район
Каяке́нтский район (кум. Къайыгент якъ) — административно-территориальная единица и муниципальное образование (муниципальный район) в составе Дагестана Российской Федерации.
Административный центр — село Новокаякент.

## География
Район расположен в восточной части Дагестана, на побережье Каспийского моря (Прикаспийской низменности).
Граничит на юго-востоке с Дербентским, на юго-западе — с Кайтагским, на западе — с Сергокалинским, на северо-западе — с Карабудахкентским районами Дагестана. На севере также проходит граница с городом республиканского значения Избербаш (и его городским округом).
Общая площадь территории района составляет — 691,08 км². Району принадлежат два анклава на территории Дахадаевского района: сёла Викри и Дейбук.
На территории Каякентского района расположены два села, подчиняющиеся административно другим районам: Шаласи (Сутбукский сельсовет Дахадаевского района) и Краснопартизанск (Урахинский сельсовет Сергокалинского района).

## История
Предыстория
Этно-территория проживания кумыков, входящая в этно-географический термин Кумыкия.
До 1867 года часть современного Каякенстского района была в составе кумыкского феодального образования — Тарковское шамхальство, а другая часть в составе Кайтагского уцмийства.
После образования Дагестанской области в 1860 году и расформированию феодальных образований в 1867 году, территория района вошла в состав новообразованной области.
Современный период
Каякентский район с административным центром в селе Каякент, был образован на основании Постановления ВЦИК ДАССР от 23.01.1935 года из части территории Махачкалинского, Дербентского и Коркмаскалинского районов.
В 1957 году районный центр был перенесён в город Избербаш. Указом ПВС РСФСР от 1.02.1963 года присоединён к Сергокалинскому сельскому району. Указом ПВС РСФСР от 12.01.1965 года район был восстановлен в прежних границах с переносом районного центра в село Новокаякент.
В конце 1950-х годов в Каякентский район были переселены жители двух сёл Шурагатского района ЧИАССР и образовали сёла Герга и Первомайское. После разрушительного землетрясения 1966 года в Южном Дагестане, в районе появилось ещё несколько сёл — Новые Викри, Сагаси-Дейбук и Дружба. Их заселили жители разрушенных сел Агульского, Дахадаевского, Кайтагского, Курахского, Табасаранского и Хивского районов.

## Население
| 1939    | 1959    | 1970    | 1979    | 1989    | 2002    | 2009    | 2010    | 2011    | 2012    |
| ------- | ------- | ------- | ------- | ------- | ------- | ------- | ------- | ------- | ------- |
| 17 661  | ↘16 301 | ↗22 925 | ↗28 851 | ↗34 019 | ↗52 739 | ↗54 995 | ↘54 089 | ↗54 125 | ↘54 098 |
| 2013    | 2014    | 2015    | 2016    | 2017    | 2018    | 2019    | 2020    | 2021    | 2023    |
| ↘53 925 | ↗53 926 | ↗54 186 | ↗54 832 | ↗55 633 | ↗56 074 | ↗56 511 | ↗56 704 | ↗58 854 | ↗59 480 |
| 2024    | 2025    |         |         |         |         |         |         |         |         |
| ↗60 110 | ↗60 945 |         |         |         |         |         |         |         |         |

### Национальный состав
По данным Всероссийской переписи населения 2010 года:
| Народ      | Численность, чел. | Доля от всего населения, % |
| ---------- | ----------------- | -------------------------- |
| кумыки     | 28 357            | 52,43 %                    |
| даргинцы   | 22 894            | 42,33 %                    |
| табасараны | 941               | 1,74 %                     |
| агулы      | 821               | 1,52 %                     |
| лезгины    | 267               | 0,49 %                     |
| русские    | 134               | 0,25 %                     |
| лакцы      | 97                | 0,18 %                     |
| аварцы     | 88                | 0,16 %                     |
| другие     | 136               | 0,26 %                     |
| не указано | 354               | 0,65 %                     |
| всего      | 54 089            | 100,00 %                   |

По данным Всероссийской переписи населения 2020-2021 года :
| Народ      | Численность, чел. | Доля от всего населения, % |
| ---------- | ----------------- | -------------------------- |
| кумыки     | 31 952 ▲          | 54,29 %                    |
| даргинцы   | 22 670 ▼          | 38,52 %                    |
| табасараны | 913 ▼             | 1,55 %                     |
| агулы      | 732 ▼             | 1,24 %                     |
| лезгины    | 188 ▼             | 0,32 %                     |
| русские    | 91 ▼              | 0,15 %                     |
| лакцы      | 88 ▼              | 0,15 %                     |
| аварцы     | 58 ▼              | 0,10 %                     |
| не указано | 869               | 1,48 %                     |
| другие     | 1214              | 2,06 %                     |
| всего      | 58 854            | 100,00 %                   |

## Территориальное устройство
Каякентский район в рамках административно-территориального устройства включает сельсоветы и сёла.
В рамках организации местного самоуправления в одноимённый муниципальный район входят 14 муниципальных образований со статусом сельского поселения, которые соответствуют сельсоветам и сёлам.
| №  | Сельское поселение          | Административный центр | Количество населённых пунктов | Население (чел.) | Площадь (км²) |
| -- | --------------------------- | ---------------------- | ----------------------------- | ---------------- | ------------- |
| 1  | сельсовет Алхаджакентский   | село Алхаджакент       | 2                             | ↘1865            | 42,13         |
| 2  | село Башлыкент              | село Башлыкент         | 1                             | ↘2373            | 27,68         |
| 3  | село Герга                  | село Герга             | 1                             | ↗4064            | 19,32         |
| 4  | село Джаванкент             | село Джаванкент        | 1                             | ↗1073            | 13,41         |
| 5  | село Дружба                 | село Дружба            | 1                             | ↗4006            | 12,99         |
| 6  | село Капкайкент             | село Капкайкент        | 1                             | ↗1044            | 16,40         |
| 7  | село Каранайаул             | село Каранайаул        | 1                             | ↘1722            | 25,06         |
| 8  | сельсовет Каякентский       | село Каякент           | 2                             | ↗16 953          | 63,00         |
| 9  | сельсовет Нововикринский    | село Новые Викри       | 2                             | ↗4849            | 20,97         |
| 10 | сельсовет Новокаякентский   | село Новокаякент       | 2                             | ↗6400            | 36,23         |
| 11 | село Первомайское           | село Первомайское      | 1                             | ↘7418            | 38,06         |
| 12 | сельсовет Сагаси-Дейбукский | село Сагаси-Дейбук     | 2                             | ↗3303            | 10,51         |
| 13 | село Усемикент              | село Усемикент         | 1                             | ↗2284            | 32,36         |
| 14 | село Утамыш                 | село Утамыш            | 1                             | ↘3027            | 74,91         |

## Населённые пункты
В районе 19 сельских населённых пунктов:
| №  | Населённый пункт | Тип  | Население | Сельское поселение          |
| -- | ---------------- | ---- | --------- | --------------------------- |
| 1  | Алхаджакент      | село | ↘1897     | сельсовет Алхаджакентский   |
| 2  | Башлыкент        | село | ↗2373     | село Башлыкент              |
| 3  | Викри            | село | ↘19       | сельсовет Нововикринский    |
| 4  | Гаша             | село | ↘24       | сельсовет Алхаджакентский   |
| 5  | Герга            | село | ↗4169     | село Герга                  |
| 6  | Дейбук           | село | ↘362      | сельсовет Сагаси-Дейбукский |
| 7  | Джаванкент       | село | ↗1067     | село Джаванкент             |
| 8  | Дружба           | село | ↗4140     | село Дружба                 |
| 9  | Инчхе            | село | ↘186      | сельсовет Новокаякентский   |
| 10 | Капкайкент       | село | ↗1046     | село Капкайкент             |
| 11 | Каранайаул       | село | ↗1750     | село Каранайаул             |
| 12 | Каякент          | село | ↗15 923   | сельсовет Каякентский       |
| 13 | Кулкам           | село | ↘203      | сельсовет Каякентский       |
| 14 | Новокаякент      | село | ↗5952     | сельсовет Новокаякентский   |
| 15 | Новые Викри      | село | ↗4495     | сельсовет Нововикринский    |
| 16 | Первомайское     | село | ↗7813     | село Первомайское           |
| 17 | Сагаси-Дейбук    | село | ↗2782     | сельсовет Сагаси-Дейбукский |
| 18 | Усемикент        | село | ↗2332     | село Усемикент              |
| 19 | Утамыш           | село | ↘2885     | село Утамыш                 |

Сёла Дейбук и Викри являются анклавами Каякентского района на территории Дахадаевского района. А село Шаласи, наоборот, является анклавом  Дахадаевского района на территории  Каякентского района. Село Краснопартизанск является анклавом Сергокалинского района.

## Руководители
Глава района с 2020 года — Эльдерханов Магомед Меджидович.

## Экономика
На территории района имеются 5 винзаводов и 14 крупных сельскохозяйственных предприятий, специализирующихся в основном на производстве винограда. Есть ещё винзавод.

## Транспорт
Через территорию района проходят железнодорожные пути и федеральная автодорога «Кавказ», соединяющая Россию с Азербайджаном.

## Комментарии
Комментарии
1. ↑  авар. Гъаякент мухъ, агул. Къаякент район, азерб. Qayakənd rayonu, дарг. Къаякентла къатI, кум. Къаягент якъ, лак. Къаякентал кIану, лезг. Къаякент район, ног. Каякент район, рут. Къаякент район, таб. Къаякент район, татск. Каякент район, цахур. Къаякент район, чечен. Каякентан кIошт.
2. ↑  Согласно конституции Дагестана, государственными языками на территории республики являются — русский, аварский, агульский, азербайджанский, даргинский, кумыкский, лакский, лезгинский, ногайский, рутульский, табасаранский, татский, цахурский и чеченский языки.